# Lithobius elegans
Lithobius elegans är en mångfotingart som beskrevs av Sseliwanoff 1881. Lithobius elegans ingår i släktet Lithobius och familjen stenkrypare. Inga underarter finns listade i Catalogue of Life.